# Sofi Almquist

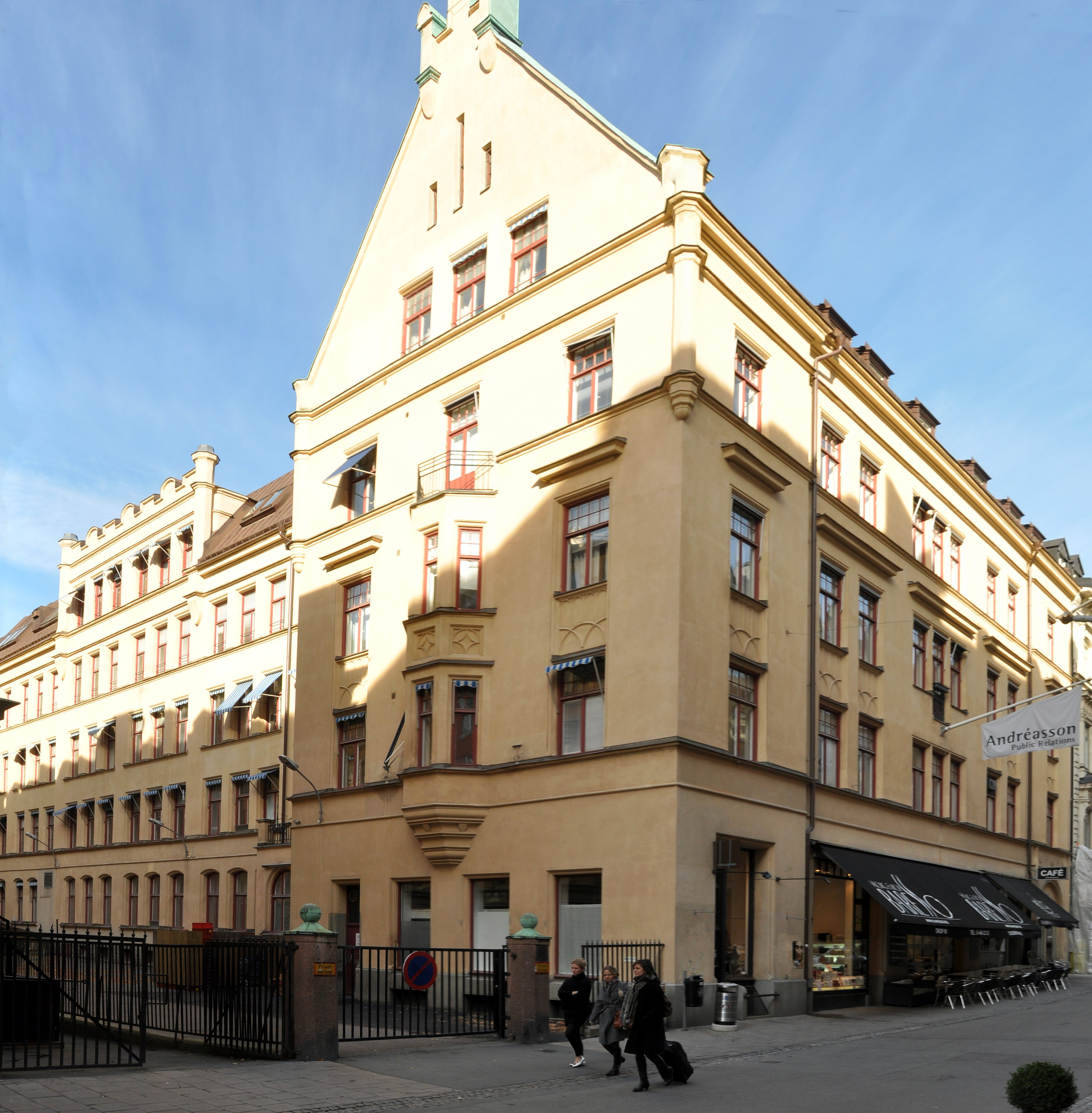
Almquistska samskolan på Nybrogatan.

Sofi Lovisa Almquist, född Hultén, född 9 mars 1844 i Kila socken i Södermanlands län, död 22 oktober 1926, var en svensk skolföreståndare. Hon gifte sig 1875 med Sigfrid Almquist.
Almquist var dotter till bruksförvaltaren O. Hultén och Beata Ljungberg. Hon var lärare bland annat i latin vid Beskowska skolan 1867–1875, grundade 1892 en efter henne uppkallad skola, Sofi Almquists samskola, för vilken hon var föreståndare till år 1915, då hon efterträddes av sin dotter Signe Almquist med lektor Benkt Söderborg som studierektor. Hon utgav på sin tid mycket använda läsböcker för den första skolundervisningen och även läroböcker för nybörjare i engelska och tyska språken.
Sofi Almquist hade redan 1886 startat en liten skola som hon utvecklade till en samskola, den Almquistska samskolan, och som blev en av Sveriges främsta reformpedagogiska skolor. Den var organiserad efter mönstret för flickskolor, med tre förberedande klasser och åtta elementarklasser. Undervisningen var individualiserad, handarbete, slöjd och kroppsarbete fick mycket utrymme.